# Protobonellia brevirhynchus
Protobonellia brevirhynchus is een lepelworm uit de familie Bonelliidae.
De wetenschappelijke naam van de soort werd in 1982 gepubliceerd door Galina Vansetti Murina.